# 维克德沙斯奈
维克德沙斯奈（法語：Vic-de-Chassenay，法語發音：[vik də ʃasnɛ]）是法国科多尔省的一个市镇，属于蒙巴尔区。

## 地理
维克德沙斯奈（47°28'23"N, 4°15'57"E）面积26.47 平方千米，位于法国勃艮第-弗朗什-孔泰大區科多尔省，该省份为法国中东部省份，北起奥布省，西接涅夫勒省和约讷省，南至索恩-卢瓦尔省，东南接汝拉省，东临上索恩省，东北部与上马恩省接壤。
与维克德沙斯奈接壤的市镇（或旧市镇、城区）包括：热奈、库尔塞勒莱瑟米尔、福尔莱昂、米勒里、欧苏瓦地区瑟米尔、托特、托尔西和普利尼。

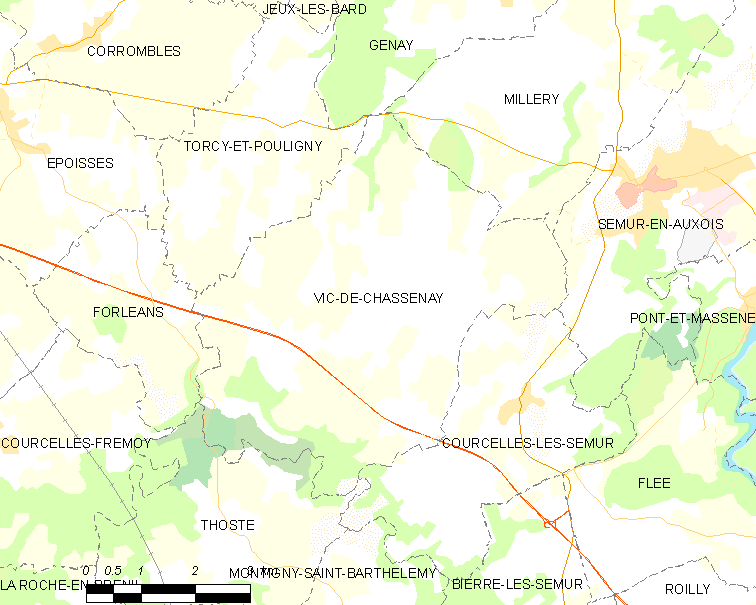
维克德沙斯奈的OSM定位图

维克德沙斯奈的时区为UTC+01:00、UTC+02:00（夏令时）。

## 行政
维克德沙斯奈的邮政编码为21140，INSEE市镇编码为21676。

## 政治
维克德沙斯奈所属的省级选区为欧苏瓦地区瑟米尔县。

## 人口

1962-2008年间维克德沙斯奈人口变化图示

维克德沙斯奈于2022年1月1日时的人口数量为209人。